# Gewone kikkerkopschildpad
De gewone kikkerkopschildpad, ook wel gewone paddenkopschildpad (Mesoclemmys nasuta) is een schildpad uit de familie slangenhalsschildpadden (Chelidae).

## Naam en indeling
De wetenschappelijke naam van de soort werd voor het eerst voorgesteld door August Friedrich Schweigger in 1812. Oorspronkelijk werd de wetenschappelijke naam Emys nasuta gebruikt. De soortaanduiding nasuta betekent vrij vertaald 'met een lange neus'.
De soort werd eerder aan verschillende andere geslachten toegekend, zoals Emys, Batrachemys, Rhinemys en Phrynops. In de literatuur wordt vaak de naam Batrachemys nasutus gebruikt.

## Uiterlijke kenmerken
De gewone kikkerkopschildpad bereikt een rugschildlengte tot ongeveer 25 centimeter, in het verleden is er echter wel eens een exemplaar gevonden die een schildlengte had van bijna 32 cm. De schildkleur is donkerbruin, het schild is enigszins langwerpig van vorm en breder aan de achterzijde. Het voorste wervelschild is het grootst en is verbreed aan de achterzijde. De tweede, derde en vierde wervelschilden zijn breder dan lang bij jongere dieren maar worden naarmate ze ouder worden relatief steeds langer.
Het buikschild is geel van kleur en wordt donkerder naarmate de dieren ouder worden. De naden tussen de buikschilden blijven echter hun gele kleur behouden. Het buikschild heeft een inkeping aan de achterzijde, de verbinding tussen het buik- en rugschild is relatief breed. De plastronformule is meestal als volgt: intergul > fem >< abd >< an >< pect >< hum > gul. Het tussenkeelschild is dusdanig breed dat de keelschilden elkaar niet raken.
De kop is groot en relatief afgeplat en breed, de oogomgeving is donker van kleur. De bovenkaak heeft een kleine inkeping aan de voorzijde. Onder de kin zijn twee baarddraden gelegen. De huid van de kop en de ledematen heeft een grijze kleur, de onderzijde is lichter tot geel. De voorpoten dragen vijf klauwen, de achterpoten vier. Mannetjes zijn van vrouwtjes te onderscheiden door een langere en dikkere staart en een iets holler buikschild.

## Levenswijze
De gewone kikkerkopschildpad is een carnivoor die vooral kleine ongewervelden buitmaakt zoals kreeftachtigen en insecten. De schildpad wordt vaak aangetroffen met bloedzuigers die op het lichaam parasiteren.
De vrouwtjes zetten zes tot acht eieren af die ongeveer 25 millimeter lang zijn. De juvenielen hebben een schildlengte van ongeveer zes centimeter als ze uit het ei kruipen. Ze hebben een lichtere schildkleur dan de volwassen exemplaren en hebben een lengtekiel op het schild die echter vervaagt naarmate de dieren ouder worden.

## Verspreiding en habitat
De gewone kikkerkopschildpad komt voor in delen van en Zuid-Amerika en leeft in de landen Colombia, Peru, Bolivia, Brazilië, Frans-Guyana en Suriname. De schildpad leeft in langzaam stromende wateren zoals kleine stroompjes en tijdelijke poelen. Door de internationale natuurbeschermingsorganisatie IUCN is nog geen beschermingsstatus toegewezen aan de schildpad.